# 日本紅鯒
日本紅鯒，又名赤鯒，為輻鰭魚綱鮋形目牛尾魚亞目赤鯒科的其中一種。

## 分布
本魚分布於印度西太平洋區，包括臺灣、日本、印尼及澳洲西北部等海域。

## 深度
水深80至230公尺。

## 特徵
本魚體延長呈筒狀，軀幹中段以後漸細。眼眶前緣有一棘，眼眶上有5棘，眶尖區稍微凹入，尾鰭下部有一大型黑斑。背鰭2枚，第一背鰭硬棘9枚，第二背鰭軟條11枚，臀鰭軟條14至15枚，體色為紅色，腹部銀白色，體長可達30公分。

## 生態
為深海底棲性魚類，屬肉食性，以多毛類等為食。

## 經濟利用
非食用魚，多製成魚粉。

## 扩展阅读
維基物種上的相關：日本紅鯒